# Hieracium hastatoovatum
Hieracium hastatoovatum es una especie de planta con flor del género Hieracium, de la familia Asteraceae, orden Asterales.

## Distribución
Hieracium hastatoovatum se distribuye por Suecia.

## Taxonomía
Fue descrita científicamente por Hyl.
Tratamiento taxonómico
La especie aparece registrada y publicada en Symb. Bot. Upsal.